# Real Japan Pro Wrestling
Real Japan Pro Wrestling (リアルジャパンプロレス Riaru Japan Puroresu?) es una organización de artes marciales y lucha libre profesional fundada por Satoru Sayama en 2005.
La promoción, que realiza eventos cada dos o tres meses, cuenta con un roster compuesto por veteranos de la lucha libre japonesa, luchadores de artes marciales mixtas, aprendices de Sayama y freelancers. Debido a su enfoque basado en el shoot-style, Real Japan es la primera empresa de Japón en celebrar combates de artes marciales y lucha libre en los mismos eventos.

## Historia
El 13 de enero de 2005, Satoru "Original Tiger Mask" Sayama organizó un evento llamado Legend Championship, que contó con la colaboración de Yoshihiro Asai y los miembros de Toryumon X. La misma noche Sayama anunció la creación de una empresa llamada Real Japan Pro Wrestling, que definió como "una renovación del strong-style", y meses después, el 13 de abril, tuvo lugar el primer evento de RJPW. Asai mismo colaboró con Sayama, y varios miembros de otras empresas como Dramatic Dream Team y BattlARTS se unieron también.
En el segundo evento de RJPW, celebrado el 9 de junio, Sayama introdujo una particularidad: el programa contenía un torneo de artes marciales mixtas estilo Seikendo, nacido de la anterior empresa de Satoru. Estos eventos mixtos se siguieron sucediendo, completados con luchas de kickboxing y otros estilos, hasta ser cerrados en 2008.

## Campeonatos
| Campeonato                 | Campeón actual             | Obtenido el              | Días con el título |
| -------------------------- | -------------------------- | ------------------------ | ------------------ |
| RJPW Legends Championship  | Shinjiro Otani             | 10 de septiembre de 2016 | 196+               |
| RJPW Tag Team Championship | Black Shadow & Tiger Shark | 9 de diciembre de 2012   | 1567+              |